# Jari Koiranen
Jari Koiranen – fiński kierowca wyścigowy.

## Biografia
W 1982 roku został mistrzem Fińskiej Formuły Vee, a rok później odniósł trzy zwycięstwa i zdobył mistrzostwo łączonych mistrzostw Finlandii Formuły Ford i Formuły Volkswagen. W sezonie 1984, ścigając się Raltem RT3, zdobył mistrzostwo Fińskiej Formuły 3, był również wicemistrzem Szwedzkiej i Skandynawskiej Formuły 3. W sezonie 1985 zajął drugie miejsce w klasyfikacji Fińskiej Formuły 3, ścigał się wówczas również w Brytyjskiej Formule 3. W 1986 roku rozpoczął rywalizację samochodami turystycznymi (Mazda RX-7). W 1987 roku był trzeci w mistrzostwach Finlandii, zwyciężając w wyścigu w Ahvenisto. W roku 1990 rywalizował w Fińskiej Formule 4. Rok później zajął BMW M3 drugie miejsce w wyścigu 500 km Kemora.
W 1997 roku wraz z bratem Marko założył zespół Koiranen Motorsport.